# Mansourah (Mostaganem)
Mansourah (în arabă منصورة) este o comună din provincia Mostaganem, Algeria.
Populația comunei este de 18.216 locuitori (2008).